# Синапсины

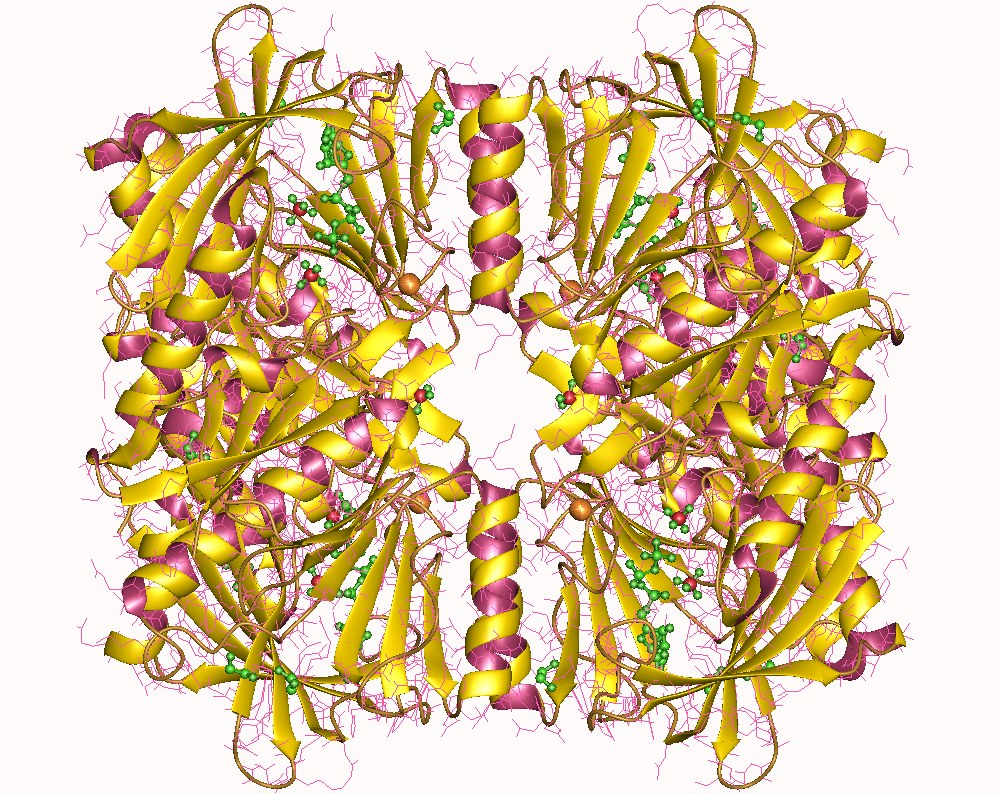
Синапсин 3 fragment tetramer, Human.

Синапсины — семейство фосфопротеинов, регулирующих процесс выброса нейромедиаторов в синапсах. Они обильно покрывают поверхность синаптических пузырьков. В зрелых нейронах наиболее сильно экспрессированы синапсины 1 и 2. Синапсин 3 обнаруживается в значительной концентрации при развитии мозга, после чего его экспрессия снижается.
В геноме дрозофилы существует один ген синапсина, альтернативный сплайсинг которого порождает несколько форм белка. В человеческом геноме описаны три гена, также подверженных альтернативному сплайсингу. Несколько дупликаций в процессе эволюции увеличили число синапсинов и привели к возникновению у этих белков новых структурных доменов.

## Функции синапсинов
В дефосфорилированной форме синапсины присоединяются к синаптическим пузырькам и запускают полимеризацию актина, а фосфорилирование вызывает их отсоединение от пузырьков. Возможно, дефосфорилированные синапсины способствуют удержанию пузырьков, а фосфорилирование, напротив, является одним из стимулов к выбросу нейромедиаторов.
Содержащиеся в пресинаптическом пространстве пузырьки подразделяют на три пула: готовый к выбросу, рециклируемый и резервный. Традиционно считалось, что синапсины, временно присоединяя пузырьки к актиновым филаментам, поддерживают резервный пул, однако в последующие годы появились данные об их участии и в других двух пулах.:218

## Исследования на животных
Генетический нокаут SYN1 и SYN2 у мышей не приводит к смерти грызунов, лишь снижая число синаптических пузырьков.

## Клиническое значение
В некоторых исследованиях доказывается, что ген SYN2 может быть ассоциирован с шизофренией.

## Гены
- SYN1
- SYN2
- SYN3